# Municipio de Whiskey Run
El municipio de Whiskey Run (en inglés: Whiskey Run Township) es un municipio ubicado en el condado de Crawford en el estado estadounidense de Indiana. En el año 2010 tenía una población de 1911 habitantes y una densidad poblacional de 19,16 personas por km².

## Geografía
Según la Oficina del Censo de los Estados Unidos, tiene una superficie total de 99.74 km², de la cual 99,74 km² corresponden a tierra firme y (0 %) 0 km² es agua.

## Demografía
Según el censo de 2010, había 1911 personas residiendo. La densidad de población era de 19,16 hab./km². De los 1911 habitantes, estaba compuesto por el 97,59 % blancos, el 0,47 % eran afroamericanos, el 0,1 % eran amerindios, el 0,31 % eran asiáticos, el 0,31 % eran de otras razas y el 1,2 % eran de una mezcla de razas. Del total de la población el 0,73 % eran hispanos o latinos de cualquier raza.